# Last Rights
Last Rights è il settimo album in studio del gruppo musicale canadese Skinny Puppy, pubblicato nel 1992.

## Tracce
1. Love in Vein – 5:35
2. Killing Game – 3:48
3. Knowhere? – 4:18
4. Mirror Saw – 3:51
5. Inquisition – 5:17
6. Scrapyard – 3:54
7. Riverz End – 6:40
8. Lust Chance – 3:54
9. Circumstance – 4:36
10. Download – 11:01

## Formazione
- Nivek Ogre - voce
- cEvin Key - batteria, tastiere, chitarra, basso, altro
- Dwayne Goettel - tastiere